# Liste der Kulturdenkmäler in Rodalben
In der Liste der Kulturdenkmäler in Rodalben sind alle Kulturdenkmäler der rheinland-pfälzischen Stadt Rodalben einschließlich des Ortsteils Neuhof aufgeführt. Grundlage ist die Denkmalliste des Landes Rheinland-Pfalz (Stand: 14. Dezember 2023).

## Denkmalzonen
| Bezeichnung                    | Lage                      | Baujahr | Beschreibung                                          | Bild                           |
| ------------------------------ | ------------------------- | ------- | ----------------------------------------------------- | ------------------------------ |
| Denkmalzone Jüdischer Friedhof | Am Klinkenberger Weg Lage | 1876    | 1876 eröffnet, 51 Grabsteine, 19. und 20. Jahrhundert | weitere Bilder Fotos hochladen |

## Einzeldenkmäler
| Bezeichnung                     | Lage                                             | Baujahr                           | Beschreibung | Bild                           |
| ------------------------------- | ------------------------------------------------ | --------------------------------- | --- | ------------------------------ |
| Wegekreuz                       | Fichtenstraße, Ecke Lindersbachstraße Lage       | 1736                              | Wegekreuz, bezeichnet 1736 und 1806 | Fotos hochladen                |
| Evangelische Kirche             | Friedhofstraße 33 Lage                           | 1930                              | quadratischer Saalbau, Kuppeldach, 1930 | weitere Bilder Fotos hochladen |
| Wegekreuz                       | Hauptstraße, bei Nr. 45 Lage                     | 1895                              | Missionskreuz, bezeichnet 1895 | weitere Bilder Fotos hochladen |
| Wohnhaus                        | Hauptstraße 68 Lage                              | 18. Jahrhundert                   | Wohnhaus, wohl Teil der ehemaligen Herrschaftlich Gräfensteiner Mühle; verputzter Fachwerkbau, teilweise massiv, wohl aus dem 18. Jahrhundert                                         | weitere Bilder Fotos hochladen |
| Wohnhaus                        | Hauptstraße 91 Lage                              | 1750                              | Fachwerkhaus, teilweise massiv und verkleidet, bezeichnet 1750 | weitere Bilder Fotos hochladen |
| Johann-Peter-Frank-Haus         | Hauptstraße 114 Lage                             | 1729                              | stattliches Fachwerkhaus, teilweise massiv, bezeichnet 1729, jüngerer Ladeneinbau | weitere Bilder Fotos hochladen |
| Gräfensteiner Amtshaus          | Hauptstraße 116 Lage                             | erste Hälfte des 18. Jahrhunderts | ehemaliges Gräfensteiner Amtshaus; Krüppelwalmdachbau, teilweise Fachwerk, erste Hälfte des 18. Jahrhunderts, Ladeneinbau, um 1900                                                    | weitere Bilder Fotos hochladen |
| Gräfensteiner Forsthaus         | Hauptstraße 118 Lage                             | 18. Jahrhundert                   | ehemaliges Gräfensteiner Forsthaus; Putzbau, wohl aus dem 18. Jahrhundert | weitere Bilder Fotos hochladen |
| Katholische Kirche Mariä Geburt | Hauptstraße 124 Lage                             |                                   | sogenannte alte katholische Pfarrkirche; romanischer Westturm mit Resten gotischer Wandmalerei, barocker Saalbau, 1735, Vorhalle mit Türmen, 1886; Kruzifix, bezeichnet 1771 und 1894 | weitere Bilder Fotos hochladen |
| Pfarrhaus                       | Hauptstraße 126 Lage                             | 1773                              | ehemaliges Pfarrhaus; Krüppelwalmdach, teilweise Fachwerk, bezeichnet 1773 | weitere Bilder Fotos hochladen |
| Wohnhaus                        | Hauptstraße 141 Lage                             | 18. Jahrhundert                   | Fachwerkhaus, teilweise massiv, verputzt und verschindelt, wohl aus dem 18. Jahrhundert, Ladeneinbau des frühen 20. Jahrhunderts                                                      | Fotos hochladen                |
| Wohnhaus                        | Hauptstraße 143 Lage                             | 18. Jahrhundert                   | Fachwerkhaus, teilweise massiv, verputzt und verschindelt, wohl aus dem 18. Jahrhundert                                                                                               | Fotos hochladen                |
| Erste Einnehmerei               | Hauptstraße 163 Lage                             | 1739                              | ehemalige „Erste Einnehmerei“; Fachwerkbau, teilweise massiv, bezeichnet 1739 | weitere Bilder Fotos hochladen |
| Wasserwerk                      | Hauptstraße 232 Lage                             | 1878/79                           | Wasserwerk mit Dienstwohnhaus; eingeschossiger spätklassizistischer Putzbau, 1878/79                                                                                                  | weitere Bilder Fotos hochladen |
| Katholische Kirche St. Josef    | Haustelstraße 2 Lage                             | 1929/30                           | sogenannte neue katholische Pfarrkirche; barockisierende Basilika, 1929/30, Architekt Richard Steidle                                                                                 | weitere Bilder Fotos hochladen |
| Marienkapelle                   | Kirchbergstraße 10a Lage                         | 1802                              | Saalbau, 1802; südlich der Kirche beim Pfarrhaus | weitere Bilder Fotos hochladen |
| Wegekreuz                       | Kirchbergstraße, bei Nr. 10a Lage                | 1820                              | Kruzifix, bezeichnet 1820 | weitere Bilder Fotos hochladen |
| Grabmal                         | Kirchbergstraße, vor Nr. 10a Lage                | 1831                              | Grabmal Geenen, historisierend, wohl von 1831 | weitere Bilder Fotos hochladen |
| Wirtschafts- oder Fabrikgebäude | Pfarrstraße 1 Lage                               |                                   | stattlicher Bau, wohl Wirtschafts- oder Fabrikgebäude | Fotos hochladen                |
| Gasthof Altes Postamt           | Poststraße 1 Lage                                | um 1926                           | ehemaliges Postdienstgebäude, jetzt Gasthof; siebenachsiger Walmdachbau, wohl um 1926, Architekt Heinrich Müller                                                                      | weitere Bilder Fotos hochladen |
| Wohnhaus                        | Schillerstraße 2 Lage                            | 17. oder 18. Jahrhundert          | verputztes und verkleidetes Fachwerkhaus, teilweise massiv, wohl aus dem 17. oder 18. Jahrhundert                                                                                     | Fotos hochladen                |
| Pfarrer-Dr.-Lederer-Haus        | Schulstraße 9 Lage                               |                                   | ehemaliges Schwesternhaus; spätklassizistischer Putzbau | weitere Bilder Fotos hochladen |
| Kriegerdenkmal                  | Schulstraße, bei Nr. 9 Lage                      | 1928                              | Kriegerdenkmal 1914/18, bezeichnet 1928 | weitere Bilder Fotos hochladen |
| Schulhaus                       | Schulstraße 20 Lage                              |                                   | stattlicher späthistoristischer Bau | weitere Bilder Fotos hochladen |
| Wegekreuz                       | an der L 497 am Rande der Schwallbornanlage Lage | 1882                              | schlichtes Steinkreuz, bezeichnet 1882 | Fotos hochladen                |
| Wegekreuz                       | Neuhof, Brunnenstraße, Ecke Neuhofstraße Lage    | 1848                              | Wegekreuz, bezeichnet 1848 | Fotos hochladen                |
| Wegekreuz                       | Neuhof, Neulandstraße Lage                       | 1903                              | Wegekreuz, bezeichnet 1903 | Fotos hochladen                |